# فرانتس بیستریکی
فرانتس بیستریکی (انگلیسی: Franz Bistricky; ۲۶ ژوئیهٔ ۱۹۱۴ – ۷ مهٔ ۱۹۷۵) بازیکن هندبال اهل اتریش بود.